# 290er v. Chr.
Portal Geschichte | Portal Biografien | Aktuelle Ereignisse | Jahreskalender | Tagesartikel

◄ |
1. Jahrtausend v. Chr. |

◄ |
4. Jh. v. Chr. |
3. Jahrhundert v. Chr. |
2. Jh. v. Chr. |
►

◄ | 320er v. Chr. | 310er v. Chr. | 300er v. Chr. | 290er v. Chr. |
280er v. Chr. |
270er v. Chr. |
260er v. Chr. |
►

299 v. Chr. |
298 v. Chr. |
297 v. Chr. |
296 v. Chr. |
295 v. Chr. |
294 v. Chr. |
293 v. Chr. |
292 v. Chr. |
291 v. Chr. |
290 v. Chr.

## Ereignisse
- Dritter Samnitenkrieg (298 bis 290 v. Chr.): Die unterlegenen Samniten werden von den Römern zur Heeresfolge verpflichtet.
- Chares erbaut den 32 Meter hohen Koloss von Rhodos.